# Vincenzo Lancia
Vincenzo Lancia, italijanski dirkač, avtomobilski inženir in ustanovitelj Lancie, * 24. avgust 1881, Fobello, Italija, † 15. februar 1937, Torino, Francija. 
Lancia je začel dirkati v sezoni 1900, ko je nastopil na dirki Padova-Treviso-Padova in tudi prvič zmagal s Fiatom, s katerim je dirkal celotno kariero in kjer je bil tudi zaposlen. V isti sezoni je nastopil še na dirki Brescia-Mantova-Brescia, kjer je zasedel drugo mesto. Po nekaj letih je ponovno nastopil v sezoni 1903, ko je na edini dirki odstopil, v sezoni 1904 pa je dosegel svojo drugo zmago na dirki Susa-Montecenisio, zmagal pa je še na dirkah Coppa Florio in La Consuma. V sezoni 1905 je bil tretji na dirki Coppa Florio, v sezoni sezoni 1906 je bil drugi na dirki Vanderbilt Cup, enak rezultat pa mu je uspel tudi na dirki Targa Florio v naslednji sezoni 1907. Svoj zadnji večji uspeh je dosegel s ponovitvijo drugega mesta na dirki Targa Florio v sezoni sezoni 1908, ko je tudi prenehal z dirkanjem. Leta 1906 je ustanovil lastno podjetje Lancia. Umrl je leta 1937 zaradi srčnega napada. 